# افق (نسبیت عام)
تعدادی از انواع افق‌های فضازمان در نظریه نسبیت عام اینشتین نقش دارند.
- افق مطلق، محدوده ای در فضازمان نسبیت عام که رویدادهای درون آن نمی‌توانند بر ناظر بیرونی تأثیر بگذارند.
- افق ظاهری، سطحی که در نسبیت عام تعریف می‌شود.
- افق کاوچی، سطحی که در مطالعه مسائل کاوچی استفاده می‌شود.
- افق کیهانی، حدی برای قابل مشاهده بودن.
- افق رویداد، محدوده ای در فضازمان که رویدادها در خارج از این محدوده اثری بر ناظر نخواهند داشت.
- افق کیلینگ، یک سطح پوچ که روی ان یک میدان برداری کیلینگ قرار می‌گیرد.
- افق ذره، حداکثر فاصله ای که درات ممکن است در طول عمر جهان پیموده باشند.